# Represa Ponte Nova
A Represa Ponte Nova é formada pela barragem de mesmo nome localizada no rio Tietê, na divisa entre os municípios de Biritiba-Mirim e Salesópolis, estado de São Paulo.

## Características
Inicialmente projetada com a finalidade de controle da vazão do rio Tietê, foi inaugurada no ano de 1972. Pertence ao Departamento de Águas e Energia Elétrica (DAEE) e faz parte do Sistema Alto Tietê da Companhia de Saneamento Básico do Estado de São Paulo (SABESP) para o abastecimento de água da Região Metropolitana de São Paulo.
A barragem possui uma altura de 41 metros e seu reservatório possui uma área inundada de 2.072,54 hectares, com capacidade de 289,91 milhões de metros cúbicos de água.